# Tachia guianensis
Tachia guianensis är en gentianaväxtart som beskrevs av Jean Baptiste Christophe Fusée Aublet. Tachia guianensis ingår i släktet Tachia och familjen gentianaväxter. Inga underarter finns listade i Catalogue of Life.